# Sourvein
Sourvein, auch Sour Vein sowie früher Brent, ist eine amerikanische Sludge-Band die im Jahr 1992 gegründet wurde und seitdem aktiv ist.

## Bandgeschichte
Sourvein wurde im Jahr 1992 in Wilmington noch unter dem Namen „Bent“ von Troy „T-Roy“ Medlin gegründet. 1993 benannte er die Band aber dann in „Sourvein“ um. Unter einer damals sehr stark wechselnden Besetzung veröffentlichte die Band zwar noch keine offiziellen Tonträger oder Songs, tourte aber dennoch schon ein Jahr nach Bandgründung mit den Bands Anal Cunt, Eyehategod, The Candy Snatchers und Buzzov•en auf der sogenannten „30 Days of Roadkill“-USA-Tour. Während dieser Tour entstand in Zusammenarbeit mit Buzzov•en, denen Sänger T-Roy außerdem noch im selben Jahr als Hintergrundsänger beitrat, die Split-EP Another Day in the Lost Lives of.... Buzzov•en lösten sich aber zwei Jahre später auf, woraufhin T-Roy für sieben Monate nach New York zog. Dort lernte er die spätere Electric Wizard, damalige 13 Gitarristin Liz Buckingham kennen. Gemeinsam zogen sie dann, auf Grund von zu hoher Kosten in New York nach New Orleans. Dort arbeitete T-Roy in einer Bar, die unter anderem Bands wie Mastodon, High on Fire, Dystopia oder The Dillinger Escape Plan erste Auftrittsorte ermöglichte. Diese Verbindung verhalf Sourvein wenig später zu einem Support-Act bei High on Fire. Während dieser Zeit nahmen auch die Arbeiten an einem Debütalbum zu. Sourvein unterschrieben bei Game Two Records und im Jahr 2000 erschien dann das selbst betitelte Debütalbum. Zuvor wurde aber ebenfalls unter Game Two eine Split-EP mit Bongzilla, Grief, Subsanity und Negative Reaction veröffentlicht. Des Weiteren trugen Sourvein zu dieser Zeit zu mehreren Compilations bei, darunter eine des Labels Game Two Records, aber auch zu einer Lynyrd-Skynyrd-Tribute-CD.
2001 unterzeichnete Sourvein dann einen Vertrag bei dem in San Francisco ansässigen Label Man’s Ruin Records, vom welchem sie sich aber kurz darauf wieder trennten, da dieses finanzielle Probleme hatte. Daher unterschrieb die Band im Folgejahr bei dem Label Southern Lord Records. Wiederum ein Jahr später erschien dann unter Southern Lord Records das zweite Album der Band, Will To Mangle. Dieses Album sorgte für viel Aufmerksamkeit in der Untergrundszene von New Orleans, konnte aber auch überregional Erfolge erzielen. Unter anderem listete es das Magazin Terrorizer an achter Stelle der „Top Ten Heaviest Albums of All Time“-Liste auf. Auf Will to Mangle folgten zahlreiche Touren mit unter anderem Acid King oder Electric Wizard und Standortwechsel der Band. Schließlich ließen sich Sourvein wieder in North Carolina nieder.
In den nächsten vier Jahren veröffentlichte Sourvein eine Reihe von EPs. 2005 und 2007 wurden Emerald Vulture und Ghetto Angel unter
This Dark Reign Records veröffentlicht. Nachdem dieses Label pleitegegangen war, veröffentlichte Sourvein den letzten Teil der Trilogie, Imperial Bastard, unter Candlelight Records. Wenige Zeit später verlor T-Roy dann jedoch seine Unterkunft und er musste zunächst in einem Van, und später in diversen Motels leben. Außerdem verstärkte sich sein Alkoholkonsum und er befand sich an einem Tiefpunkt in seinem Leben. Diese Umstände flossen in das nächste Album ein, dessen Ausarbeitung Medlin nun begann. Darüber hinaus erhielt er eine Anfrage von Seventh Rule Records, gemeinsam mit der Band Graves At Sea eine Split-EP zu schreiben. Noch im selben Jahr spielte Sourvein dann eine Show auf dem Roadburn Festival in den Niederlanden und ging gemeinsam mit Graves at Sea auf Tour um die vorher erschienene Split Ep zu bewerben. Durch eines dieser Konzerte wurde das amerikanische Label Metal Blade Records auf Sourvein aufmerksam und bot ihnen einen Vertrag an. Der Vertrag wurde wenige Monate später unterzeichnet und Sourvein begab sich gemeinsam mit dem Corrosion-of-Conformity-Bassist und Produzenten Mike Dean in die SSP Studios in Raleigh um dort an dem nächsten Album, Aquatic Occult zu arbeiten. Dieses wurde schließlich im April 2016 unter Metal Blade Records veröffentlicht und wurde durch zahlreiche Gastbeiträge unterstützt. Unter anderem trug Randy Blythe von Lamb of God zu den Songs Ocypuss und Oceanic Procession Gesang beziehungsweise Orgelpassagen bei. Außerdem sind Stig Miller von Amebix, Keith Kirkum ex-Weedeater, Dean Berry von Iron Monkey, Dave Capps von All Tore Up, Chris Holcombe und Joel Martin von Subrig Destroyer und Kevin Rochelle von Sea of Tyrants auf Aquatic Occult zu hören.

## Stilistische Einordnung
Grundsätzlich wird Sourvein von den meisten Kritikern dem Sludge zugeordnet. Es sind aber auch Einflüsse aus den Genres Stoner Rock und Southern Rock zu vermerken. Sourvein vermischt den Klang von Bands wie Saint Vitus oder Pentagram mit jenem von beispielsweise EyeHateGod, Melvins oder Weedeater und erzeugen so eine Spielart, die Metal.de-Redakteurin Sophia Kostudis mit dem Begriff „Southern Doom“ zusammenfasst.
Klangliche Merkmale sind vor allem der „hysterische“ Kreischgesang welcher sich mit Growls und gesprochenen Worten abwechselt. Unterlegt wird dies von „monolithischen Riffs“ und einem „wummernde Bass“, was so eine „tiefe, rohe, zäh wabernde Masse“ erzeugt.
Als musikalischen Einflüsse erwähnte T-Roy in einem Interview Bands wie Black Sabbath und Blue Cheer, aber auch Vertreter aus der Punk und Hardcore Szene. Darunter Black Flag, Bad Brains oder GBH. Des Weiteren ist T-Roys Musik stark von seiner Kindheit in Cape Fear geprägt. Dort wuchs er in einer kriminellen Umgebung auf und wurde ständig von Chaos, Gewalt und Depressionen begleitet.

## Diskografie
| Studioalben - 2000: Sourvein (Game Two Records) - 2002: Will to Mangle (Southern Lord) - 2011: Black Fangs (Candlelight Records) - 2016: Aquatic Occult (Metal Blade Records) EPs - 2005: Emerald Vulture (This Dark Reign Records) - 2008: Ghetto Angel (This Dark Reign Recordings) - 2008: Imperial Bastard (Candlelight Records) | Split-Veröffentlichungen - 1996: Another Day in the Lost Lives of... (Split mit Buzzov•en, Mudflap Records) - 1999: He's No Good to Me Dead - 74 Minutes of Extreme Pain (Split mit Grief, Bongzilla, Negative Reaction und Subsanity, Game Two Records) - 2005: Rabies Caste / Sourvein (Split mit Rabies Caste, Dada Drumming) - 2006: Church of Misery / Sourvein (Split mit Church of Misery, Dada Drumming) - 2006: Sourvein / Church of Misery (Split mit Church of Misery, Calculon Records) - 2009: Black Cloud Revelations / The Phobia (Split mit Blood Island Raiders, Calculon Records) - 2012: Dingy Haunt / Axes of Vengeance (Split mit Coffins, Forcefield Records) - 2014: Graves at Sea / Sourvein (Split mit Graves at Sea, Seventh Rule Records) |